# Saint-Laurent-du-Pont
Saint-Laurent-du-Pont este o comună în departamentul Isère din sud-estul Franței. În 2009 avea o populație de 4.496 de locuitori.

## Evoluția populației
| An        | 1975  | 1982  | 1990  | 1999  | 2006  | 2009  |
| --------- | ----- | ----- | ----- | ----- | ----- | ----- |
| Populație | 3.709 | 4.125 | 4.061 | 4.222 | 4.489 | 4.496 |